# Cercottes
Cercottes ist eine französische Gemeinde mit 1.477 Einwohnern (Stand: 1. Januar 2022) im Département Loiret in der Region Centre-Val de Loire. Sie gehört zum Arrondissement Orléans und zum Kanton Meung-sur-Loire. Die Einwohner werden Cercottais genannt.

## Geographie und Verkehr
Cercottes liegt etwa neun Kilometer nördlich von Orléans. Umgeben wird Cercottes von den Nachbargemeinden Chevilly im Norden, Chanteau im Osten, Fleury-les-Aubrais im Südosten, Saran im Süden sowie Gidy im Westen.
Durch die Gemeinde führt die frühere Route nationale 20 (heutige D2020). Der Bahnhof liegt an der Bahnstrecke Paris–Bordeaux.

## Einwohnerentwicklung
| 1962                       | 1968 | 1975 | 1982 | 1990 | 1999 | 2006 | 2018 |
| -------------------------- | ---- | ---- | ---- | ---- | ---- | ---- | ---- |
| 455                        | 458  | 498  | 634  | 684  | 737  | 1061 | 1479 |
| Quellen: Cassini und INSEE |      |      |      |      |      |      |      |

## Sehenswürdigkeiten

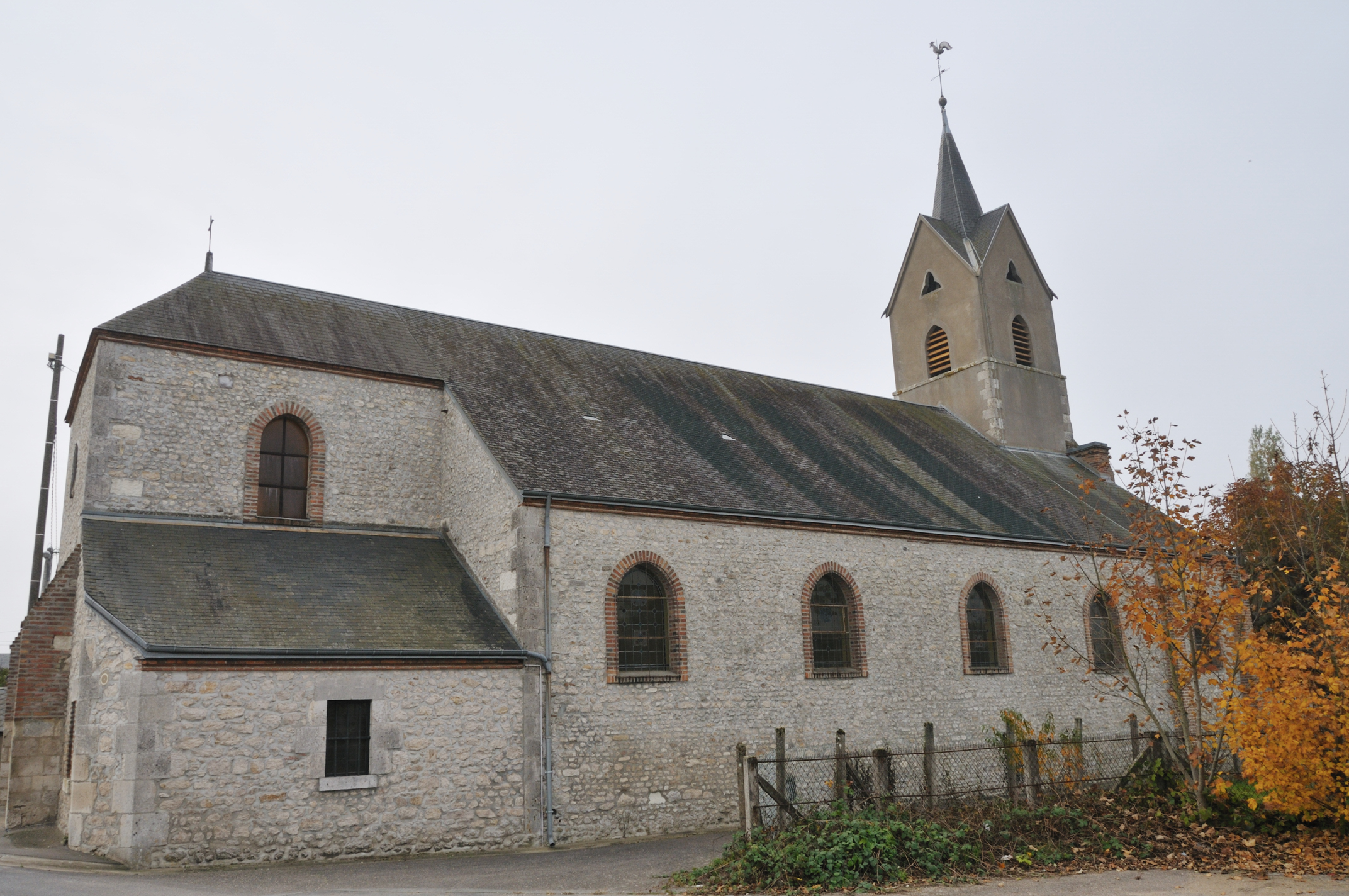
Kirche Saint-Martin

- Kirche Saint-Martin